# 원주 봉산동 석불좌상
원주 봉산동 석불좌상(原州 鳳山洞 石佛坐像)은 대한민국 강원특별자치도 원주시 봉산동 원주역사박물관 내에 있는 석불좌상으로 광배(光背)와 대좌(臺座)를 갖추었지만 손과 얼굴이 깨져 있다. 1982년 11월 3일 강원특별자치도의 유형문화재 제68호로 지정되었다.

## 개요
강원특별자치도 원주시 봉산동에 있는 석불좌상으로 광배(光背)와 대좌(臺座)를 갖추었지만 손과 얼굴이 깨져 있다.
어깨는 자연스럽고 둥글게 처리되었고, 가슴은 비교적 넓으며 앉아있는 자세도 안정되어 균형잡힌 모습을 보여준다. 팔·다리 등의 신체표현에 적당한 양감이 있어 통일신라 석불상의 특징을 잘 계승하고 있음을 알 수 있다.
양 어깨를 감싸고 있는 옷은 평행 주름모양으로 통일신라 후기에 유행하던 특징과 비슷하지만 다소 형식화되어가는 시대적 변화를 확인할 수 있다. 배(舟)모양의 광배에는 덩쿨무늬와 테두리에 불꽃무늬가 화려하게 조각되었다.
불상이 앉아 있는 대좌는 3단의 8각 연화대좌인데 맨 아랫단이 땅속에 묻혀 있다. 가운데단은 8각으로 각 면에 천인상이 새겨져 있고, 맨 윗단은 연꽃이 핀 모양 안에 작은 꽃무늬가 새겨져 있다.
통일신라시대 석불상의 특징을 잘 계승하고 있는 고려 초기의 석불상이다.

## 참고 자료
- 원주봉산동석불좌상 - 국가유산청 국가유산포털